# تریفترن
تریفترن (به آلمانی: Triftern) یک شهر در آلمان است که در بایرن واقع شده‌است.

## خصوصیات
تریفترن ۶۲٫۲۵ کیلومترمربع مساحت دارد ۳۹۱ متر بالاتر از سطح دریا واقع شده‌است.